# Taxidermy (álbum de Abney Park)
Taxidermy es el sexto álbum de estudio de Abney Park, una recopilación de nuevas versiones de canciones de álbumes pasados, tres canciones en vivo y dos covers.

## Lista de canciones
| N.º | Título                                | Duración |  |
| 1.  | «The Wake» (2005 Mix)                 | 5:32     |  |
| 2.  | «New Black Day»                       | 4:48     |  |
| 3.  | «The Change Cage» (2005 Mix)          | 3:59     |  |
| 4.  | «White Wedding» (cover de Billy Idol) | 3:41     |  |
| 5.  | «The Root of All Evil» (en vivo)      | 4:02     |  |
| 6.  | «The Shadow of Life» (en vivo)        | 3:19     |  |
| 7.  | «The Only One» (en vivo)              | 2:49     |  |
| 8.  | «Creep» (cover de Radiohead)          | 4:14     |  |
| 9.  | «Dead Silence» (2005 Mix)             | 3:18     |  |
| 10. | «The Wake» (Dream Mix)                | 5:14     |  |

## Créditos
- Robert Brown - voz
- Kristina Erickson - teclado
- Traci Nemeth - voz
- Rob Hazelton - guitarra y voz
- Krysztof Nemeth - bajo
- Thomas Thompson - bajo (New Black Day y White Wedding)
- Rachel Gilley - voz (New Black Day, White Wedding y Dead Silence)
- Henry Cheng - guitarra (Creep)